# 富士正晴
富士 正晴（ふじ まさはる、本名：冨士正明、1913年10月30日 - 1987年7月15日）は、日本の小説家、詩人、版画家。多くの有名作家を輩出した『VIKING (同人誌)』の創刊同人であり、３度の芥川賞候補、直木賞候補となり、晩年は竹やぶに囲まれた自宅に引きこもって活動し、「竹林の隠者」と呼ばれた。毎日出版文化賞、大阪芸術賞、関西大賞大詩仙賞受賞。

## 来歴・人物
徳島県三好郡山城谷村（現三好市）出身。両親はともに小学校の訓導をしていた。家族と神戸に転居し、神戸第三中学校卒業。
1931年旧制第三高等学校理科甲類に進学。志賀直哉を訪問したところ、竹内勝太郎を紹介されて師事する。1932年、野間宏（のちに富士の妹と結婚して義弟となる）や桑原静雄とともに、詩の同人誌『三人』を創刊。理科甲類を中退し、文科丙類に再入学するが、1935年に退学する。
大阪府庁や京都の出版社に勤めたのち、1944年、31歳にして陸軍に応召、南京、桂林、広州等を行軍する。戦争にのぞみ、必ず生きて帰ること、戦時強姦をしないこと、大いに飯を食うこと、ビンタを張られても無理な仕事は避けることという鉄の規則を立てて、結果「自称・三等兵」のその立場を貫くことになる。応召の前には、三島由紀夫の処女刊行本『花ざかりの森』出版に尽力した。
1946年に復員、大阪で両親と暮らし、小さな出版社に勤めながら版画制作に没頭する。1947年には島尾敏雄、林富士馬らと同人誌『VIKING』を創刊し、多くの後輩作家を育てた。
毎日新聞大阪本社の資料図書室の臨時雇いをしていた1952年には、新聞記者の同人を集めて、『VIKING』の姉妹誌『VILLON』を創刊（1954年廃刊）。同年末、両誌の同人だった久坂葉子が自殺し、富士が遺稿集などを手掛け、1956年には富士初の単行本となる『贋・久坂葉子伝』を出版。50代半ばからは茨木市安威の自宅からほとんど出ることなく、『VIKING』の制作や多彩な執筆活動を続けた。
『敗走』（1951年）『徴用老人列伝』（1965年）で芥川賞候補に挙げられ、1968年に『桂春団治』で毎日出版文化賞、1971年に大阪芸術賞、1987年に関西大賞大詩仙賞をそれぞれ受賞。その他の代表作に『帝国軍隊における学習・序』（1964年、直木賞候補）をはじめ、『贋・久坂葉子伝』『往生記』『軽みの死者』があり、数多くの小説、エッセイを残した。座談の名手でもあった。また、没後の上方落語界をはじめとする関西芸能の研究でも知られる。
詩人の伊東静雄、仏文学者の桑原武夫、作家の司馬遼太郎など多くの著名文学者と深い交流があった。
晩年まで大阪府茨木市内の竹林に住していたことから、「竹林の隠者」と称された。書画もよくし、東京の文春画廊で個展を開いた際、親交のあった鶴見俊輔がこの会場から小田実と連絡をとり、ベ平連運動が始まるきっかけとなったという逸話がある（ベトナム北爆には衝撃を受けるかたわらで、魯迅を読むことで沈鬱さの平衡を保っていた）。

### 没後
1987年に死去。翌1988年に岩波書店で『富士正晴作品集』（全5巻）が刊行。
1992年に茨木市畑田町の中央図書館に併設し富士正晴記念館が開館した。同年秋には『豪姫』が勅使河原宏監督、宮沢りえ主演で映画化された。原作は唯一の長篇歴史小説『たんぽぽの歌』を改題。
1999年に伝記『竹林の隠者　富士正晴の生涯』（大川公一、影書房）が刊行。
2010年から2019年まで、出身地の三好市主催で高校生対象の文芸誌のコンクール「富士正晴全国高等学校文芸誌賞」（通称・文芸誌甲子園）が行われていた。

## 著書
- 『贋・久坂葉子伝』（筑摩書房） 1956、のち講談社文庫、ちくま文庫、講談社文芸文庫
- 『競輪』（三一新書） 1956
- 『游魂』（パトリア、新鋭作家叢書） 1957
- 『たんぽぽの歌』（河出書房新社） 1961、のち改題『豪姫』（六興出版）、のち新潮文庫
- 『帝国軍隊に於ける学習・序』（未来社） 1964、六興出版 1981
- 『あなたはわたし』（未来社） 1964
- 『贋・海賊の歌 評論集』（未来社） 1967
- 『桂春団治』（河出書房新社） 1967、のち講談社文庫、のち文芸文庫
- 『八方やぶれ 富士正晴エッセー集』（朝日新聞社） 1969
- 『往生記』（創樹社） 1972 - 跋文 司馬遼太郎
- 『紙魚の退屈』（人文書院） 1972
- 『西行 出家が旅』（淡交社、日本の旅人） 1973、新版 2019ほか
- 『思想・地理・人理 富士正晴エッセイ集』（PHP研究所） 1973
- 『酒の詩集 おさけにゃふかいあじがある』（光文社、カッパ・ブックス） 1973
- 『中国の隠者 乱世と知識人』（岩波新書） 1973 、のち新版
- 『日本の地蔵』（毎日新聞社） 1974
- 『パロディの精神』（平凡社選書） 1974
- 『へそ曲り名言集』（人文書院） 1974
- 『日本詩人選 一休』（筑摩書房） 1975
- 『狸の電話帳』（潮出版社） 1975
- 『富士正晴詩集』（五月書房） 1975 - 限定本
  - 『富士正晴詩集』（泰流社） 1979 - 限定本
- 『書中の天地』（白川書院） 1976
- 『藪の中の旅』（PHP研究所） 1976
- 『日和下駄がやって来た』（冬樹社） 1976
- 『どうなとなれ』（中央公論社） 1977、のち中公文庫
- 『竹内勝太郎の形成 手紙を読む』（未来社） 1977
- 『聖者の行進』（中央公論社） 1978
- 『高浜虚子』（角川書店） 1978
- 『大河内傳次郎』（中央公論社） 1978、のち中公文庫
- 『書中のつき合い』（六興出版） 1979
- 『極楽人ノート』（六興出版） 1979
- 『心せかるる』（中央公論社） 1979
- 『不参加ぐらし』（六興出版） 1980、のち新編（荻原魚雷編、中公文庫） 2023
- 『駄馬横光号』（六興出版） 1980
- 『ビジネスマンのための文学がわかる本』（日本実業出版社） 1980
- 『せいてはならん 竹林翁落筆』（朝日新聞社） 1982
- 『古典を読む 御伽草子』（岩波書店） 1983
- 『乱世人間案内 退屈翁の知的長征』（影書房） 1984
- 『狸ばやし』（編集工房ノア） 1984
- 『軽みの死者』（編集工房ノア） 1985
- 『恋文』（彌生書房） 1985
- 『榊原紫峰』（朝日新聞社） 1985
- 『富士正晴作品集』全5巻（岩波書店） 1988
- 『碧眼の人』（編集工房ノア） 1992 - 未刊行小説集
- 『ちくま日本文学全集 56 富士正晴』（筑摩書房） 1993
- 『風の童子の歌 富士正晴詩集』（編集工房ノア） 2006
- 『富士正晴集　戦後文学エッセイ選』（影書房） 2006

### 画集
- 『富士正晴画遊録』（フィルムアート社） 1984 - 限定本
- 『富士正晴版画冊 手摺・創作木版画』（京都書院） 1987 - 版画。全五葉
- 『富士正晴展 游楽自在』（思文閣美術館） 1991

### 共著など
- 『紅楼夢』（曹雪芹、武部利男共訳、河出書房新社、世界文学全集） 1968、新版 1973
- 「男色大鑑」現代語訳（井原西鶴、河出書房新社『日本の古典17 井原西鶴』） 1971、のち角川ソフィア文庫 2019
- 『伊東静雄研究』（編、思潮社） 1971

他に桑原武夫共編『伊東静雄詩集』（新潮文庫）
- 『苛烈な夢 - 伊東静雄の詩の世界と生涯』（林富士馬共著、社会思想社、現代教養文庫） 1972
- 『陶淵明詩集』（編訳、角川書店、カラー版中国の詩集2） 1972
- 『大山定一 人と学問』（吉川幸次郎共編、創樹社） 1977
- 『伽婢子・狗張子』（浅井了意、編訳、河出書房新社） 1977、のち改題新版『江戸怪異草子』（河出文庫） 2008
- 『古寺巡礼京都 万福寺』（安部禅梁共著、淡交社） 1977
- 『久坂葉子の手紙』（六興出版） 1979
- 『新編 久坂葉子作品集』（構想社） 1980
- 『桑原武夫集』（彌生書房、現代の随想21） 1982
- 『吉川幸次郎』（桑原武夫, 興膳宏共編、筑摩書房） 1982

### その他
- 徳島県民の歌(1971年制定版、作詞)
- 岡田みゆき共著『ある地方民間放送』出版、1976年8月1日。NDLJP:12274882。